# Болетальні
Болетальні (Boletales) — порядок грибів класу агарикоміцетів. За інформацією 10-го видання Словника грибів (Dictionary of the Fungi), Болетальні містять 17 родин, 96 родів, і 1316 видів.
Плодові тіла грибів гімнокарпні, однорічні, загниваючі. Гіменофор без щетинок, трубчастий або пластинчастий з анастомозами. Парентосоми з перфораціями. Спори гладенькі або з дрібними бородавками, темного забарвлення. Гриби утворюють ектотрофну мікоризу.
Більшість видів порядку є їстівними. Деякі види у сирому вигляді отруйні, з локальною збуджуючою дією (сатанинський гриб, дубовик оливково-бурий, боровик зернистоногий). Небезпечним грибом з гемолітичною дією є свинуха тонка. Види з нейро- та гепатотоксинами на території Європи не зустрічаються.

## Родини
Boletaceae — Болетові
Boletinellaceae
Calostomataceae
Coniophoraceae
Diplocystaceae
Gasterellaceae
Gastrosporiaceae
Gomphidiaceae — Мокрухові
Gyroporaceae
Hygrophoropsidaceae
Paxillaceae
Protogastraceae
Rhizopogonaceae
Sclerodermataceae
Serpulaceae
Suillaceae
Рід incertae sedis
Durianella